# Несколько хороших парней (пьеса)
«Несколько хороших парней» — пьеса Аарона Соркина, впервые поставлена на Бродвее Дэвидом Брауном в 1989 году. Сюжет построен на событиях военного трибунала, где команда военных юристов, защищая интересы своих клиентов, морских пехотинцев, обвинённых в убийстве, разоблачает заговор высокопоставленных офицеров.
Впервые пьеса была показана 15 ноября 1989 года на сцене театра Music Box Theatre в Нью-Йорке под руководством режиссёра Дон Скардино. Роли исполнили Том Халс (младший лейтенант Каффи), Меган Галлахер (капитан-лейтенант Галлоуэй) и Стивен Ланг (полковник Джессеп).
Соркин создал киносценарий на основе пьесы для постановки одноимённого фильма 1992 года режиссёра Роба Райнера, продюсером выступил Дэвид Браун. В главных ролях сыграли Том Круз, Джек Николсон и Деми Мур. Фильм был номинирован на премию «Оскар» в номинации Best Picture и «Золотой глобус» за лучший сценарий.

## Пьеса
Соркин почерпнул замысел из телефонного разговора с сестрой Деборой, которая, окончив юридическую школу Бостонского университета, прослужила три года в Главном юридическом корпусе ВМС (JAG). Однажды ей пришлось отправиться на военно-морскую базу в заливе Гуантанамо, Куба, чтобы защищать группу морских пехотинцев, подвергших своего товарища унизительному обращению по приказу вышестоящего офицера. Соркин сочинил пьесу, причём большую часть сюжета написал на салфетках, пока работал барменом в театре Палас на Бродвее.
Несколько бывших военно-морских юристов из JAG (Дональд Мэркери, Дэвид Иглесиас и Уолтер Бэнсли-третий) стали прототипом для образа главного героя Дэниэла Каффи. Этот военный трибунал стал первым большим делом для Мэкери. Тем не менее, пресс-секретарь Соркина выпустил заявление, где было написано: «Персонаж Дэн Каффи из „Нескольких хороших парней“ является полностью вымышленным, никакая личность не стала для него основой».
Соркин через своего театрального агента продал сценарий продюсеру Дэвиду Брауну, желавшему обрести права на фильм. Соркин также дал согласие, чтобы Браун также ставил произведение в качестве пьесы.

## Премьеры
Первая в мире премьера состоялась 19 сентября 1989 года на сцене Heritage Repertory Theatre драматического факультета Виргинского университета. Затем показы были перенесены в Кеннеди-центр.
Оригинальная постановка на бродвейской сцене состоялась 15 ноября 1989 года в театре Music Box в Нью-Йорке в постановке режиссёра
Дон Скардино, по проекту Бена Эдвардса. Музыку написал Джон Громада. Роли исполнили: младший лейтенант Каффи — Том Халс, коммандер Галлоуэй — Меган Галлахер (зап. Памелла Блэр), лейтенант Джек Росса — Кларк Грегг (зап. Тимоти Басфилд и Брэдли Уитфорд, также дублёры для Каффи), полковник Джессеп — Стивен Ланг (зап. Перри Кинг, Майкл О’Хари, Рон Перлман), капитан Мэттью Маркинсон — Роберт Хоган. Также на сцене появился Джошуа Малина, который позже сыграл эпизодическую роль ординарца Джессепа в одноимённом фильме 1992 года.
Всего на основе пьесы было дано 497 представлений.
Премьера пьесы на испанском языке («Hombres de Honor») состоялась 10 января 1991 года в Ferré Performing Arts Center в Пуэрто-Рико, режиссёр Пабло Кабрера, главные роли исполнили Корделия Гонсалес и Рафо Муньес.
В 1992 году спектакль был показан в турне по стране, роли исполнили: младший лейтенант Каффи — Майкл О’Киф, коммандер Галлоуэй — Элисон Рид, судья — Пол Уинфилд.
В январе 1993 года состоялась премьера пьесы на немецком языке на сцене Volkstheater (Народного театра), Вена, Австрия (перевод Гюнтера Баумана, режиссёр Эрхард Пауэр, в роли Дэниеля Каффи — Альфонс Хайдер). В последующие годы пьеса была показана по всей Германии, Швейцарии и Австрии. Название пьесы на немецком языке: Eine Frage der Ehre (Вопрос чести).
В конце августа 2005 года произошёл новый показ пьесы на сцене Theatre Royal Haymarket в Лондоне. Роль мл. лейтенанта Каффи исполнил Роб Лоу, капитан-лейтенанта Галлоуэй — Сюренн Джонс, капитана Росса — Джона Барроуман. Режиссёр Дэвид Эсбьорнсон. В начале сентября начался трёхмесячный показ пьесы.
В 2006 году Hudson Shakespeare Company из штата Нью-Джерси поставила пьесу в качестве второго этапа показа современных спектаклей. Пьеса была поставлена в залах городского суда. Режиссёр — Джон Цикарелли. Выступали такие знаменитые нью-йоркские актёры как Джон Крефильд (мл. лейт. Каффи) и Чарльз Л. Роби (полк. Джессеп).
5—10 июня 2007 года пьеса показывалась на сцене театра Каса Маньяна в г. Форт-Уэрт, штат Техас. Роли исполнили Лу Дайамонд Филлипс (полк. Джессеп) и Дженсен Эклс (мл. лейт. Каффи).
Пьеса была поставлена в Венгрии на сцене будапештского театра Madách. Режиссёром стал Имре Кереньи, в ролях — Шандор Чветко, Эва Керекеш и Габор Конч.
С 25 ноября по 6 декабря 2014 года пьеса была показана на сцене театра McManus Studio Theatre в Лондоне, провинция Онтарио, Канада. Постановка выиграла 4 награды Brickenden, включая номинацию «Выдающаяся драма».
Также спектакль был поставлен любительскими группами на сценах Лондона, Оксфорда и Портсмута.
30 июня 2016 года пьеса была показана на сцене Warehouse Studio Theatre в центре The Noho Arts Center. Режиссёр — Тони Паулетто, роли исполнили К. Клайд (Каффи), Деннис Ла Валль (Джессеп) и Сара Кляйн (Галлоуэй).
В марте 2018 года было объявлено о съёмках телеспектакля с Алеком Балдуином в роли Джессепа по каналу NBC во втором квартале 2018 года, сценарий должен был написать сам Соркин, продюсерами должны были выступить Крейг задан и Нейл Мерон. Телеспектакль должен был войти в серию телетрансляций бродвейских мюзиклов. Однако руководство канала объявило о задержке съёмок. Поступали сообщения, что Соркин вынужден представлять свой фильм «Molly’s Game» 2017 года в ходе сезонов награждения, а Задан и Мерон, будучи продюсерами всех бродвейских мюзиклов на канале NBC, заняты в других проектах (таких как Jesus Christ Superstar Live и предстоящий показ мюзикла «Волосы») которые должны заменить мюзикл Bye Bye Birdie, показ его откладывался много раз в связи с занятостью Дженнифер Лопес.
Меган Галлахер в 1990 году удостоилась премии Theatre World Award, а Том Халс был номинирован на премию «Тони» на 44-м конкурсе.

## Связь с реальными событиями
Сюжет пьесы основан на реальных событиях, имевших место на военно-морской базе в заливе Гуантанамо в июле 1986 года. Детали происшедшего были изменены для усиления драматического эффекта. Солдаты стрелковой второго взвода охранной роты решили, что один из них рядовой первого класса Уильям Альварадо был симулянтом и сообщил о морском пехотинце, который стрелял через кубинскую границу. В отместку (претворив в жизнь «Красный кодекс») десять морпехов схватили Альварадо, надели ему повязку на глаза, избили его и обрили ему голову. Альварадо был серьёзно ранен, но остался в живых. Из десяти напавших семеро договорились с обвинением и были уволены из рядов ВС, но трое, в том числе Дэвид Кокс, отказались от сделок и отправились в суд. Кокса защищал Дон Макари. В итоге суд постановил, что Кокс невиновен в побоях с оттягчающими последствиями, но виновен в нападении. Суд приговорил его к сроку заключения уже отбытому в военной тюрьме, после чего он вернулся к несению службы.
В 1989 году Кокс был с почётом уволен из рядов Корпуса морской пехоты. Когда он увидел киноверсию пьесы, он был расстроен освещением дела, особенно тем, что по сценарию морпехи были разжалованы с позором, и думал судиться с продюсерами. В 1994 году Кокс пропал без вести, его тело со следами насильственной смерти было найдено на речной мели близ Мидфилда, штат Массачусетс.